# Merla grossa
La merla grossa (Turdus fuscater) és un ocell de la família dels túrdids (Turdidae).

## Hàbitat i distribució
Viu als clars del bosc i praderies amb arbres petits o arbusts, a les muntanyes de Colòmbia i nord-oest de Veneçuela i cap al sud, a través dels Andes de l'Equador fins Perú i oest de Bolívia.